# 王偉麟
王偉麟（英語：Wang Wai-lun，1987年—），香港民主派人士，前香港觀塘區議會油麗選區議員。

## 政治生涯
2019年11月24日，王偉麟首度參與區議會選舉，在油麗選區以3,077票，擊敗得2,530票，爭取連任的創建力量黎樹濠，成功當選。